# Mauritz Stiller
Mauritz Stiller (17. juli 1883 i Helsingfors i Finland – 18. november 1928 i Stockholm) var en finlandssvensk filminstruktør og skuespiller som bidrog til en international anerkendelse af svensk filmindustri i 1910'erne og dele af 1920'erne. Han arbejdede for Charles Magnusson og AB Svensk Biograftheater (senere Svensk Filmindustri – SF) frem til 1924. Han flyttede derefter til USA, 41 år gammel, for at arbejde som filminstruktør. I 1928 kom han tilbage til Sverige efter tre år i Hollywood. Han betragtes som den, der har opdaget  Greta Garbo.
Stiller kom til filmen i 1912, og stod sammen med Victor Sjöström for svensk films første guldalder. 

## Filmografi
- 1928 – Street of Sin (instruktør)
- 1927 – The Woman on Trial (instruktør)
- 1927 – Barbed Wire (instruktør)
- 1927 – Hotel Imperial (instruktør)
- 1926 – Fresterskan (The Temptress) (instruktør)
- 1924 – Gösta Berlings saga (instruktør, manus)
- 1923 – Gunnar Hedes saga (instruktør, manus)
- 1921 – De landsflyktige (instruktør, manus)
- 1921 – Johan (instruktør, manus)
- 1920 – Fiskebyn (instruktør)
- 1920 – Erotikon (manus, instruktør)
- 1919 – Sången om den eldröda blomman (manus, instruktør)
- 1919 – Herr Arnes pengar (instruktør, manus)
- 1918 – Thomas Graals bedste barn (Thomas Graals bästa barn) (instruktør)
- 1917 – Thomas Graals bästa film (instruktør)
- 1917 – Alexander den Store (instruktør, manus)
- 1916 – Vingarne (rolle, manus, instruktør)
- 1916 – Lyckonålen (instruktør)
- 1916 – Kärlek och journalistik (instruktør)
- 1916 – Kampen om hans hjärta (instruktør)
- 1916 – Balletprimadonnaen (instruktør)
- 1915 – Madame de Thèbes (instruktør)
- 1914 – När svärmor regerar (instruktør, manus, rolle)
- 1913 – På livets ödesvägar (instruktør)
- 1913 – En pojke i livets strid (instruktør)
- 1913 – Den okända (instruktør, manus)
- 1913 – Den moderna suffragetten (instruktør, manus)
- 1913 – Mannekängen (instruktør, manus) (Ej fullbordad)
- 1912 – Den tyranniske fästmannen (rolle, manus, instruktør)
- 1912 – Trädgårdsmästaren (rolle, manus)
- 1912 – De svarta maskerna (instruktør, manus)
- 1912 – Mor och dotter (instruktørdebut, manus)
- 1912 – I livets vår (rolle)